# Георги Богданцалиев
Георги Василев Богданцалиев е български политик от Кюстендил.

## Биография
Роден е през 1894 година в град Кюстендил в семейството на известния кюстендилски търговец на спиртни напитки Васил Богданцалиев и внук на Стоян Богданцалията. Завършва основното си образование в родния си град и после Софийското военно училище. В Първата световна война (1915 – 1918) се сражава на Южния фронт и е награден с орден „За храброст“ IV степен, а след войната завършва право в София. През 1924 година е един от учредителите на Националлибералната партия. На 28 феруари 1926 година е избран за съветник в настоятелство на Гевгелийското благотворително братство. Кмет на Кюстендил от 12 март 1932 година до 25 май 1934 година. През време на неговото кметуване се отпуска безвъзмездно общинско място от 300 m² на дружеството „Птицевъд“. Продължава работата по разширяване на градския водопровод. Премества се зеленчуковият пазар от площада при Съдебната палата, по-късно площад „1 май“.